# NGC 2316
NGC 2316 (również NGC 2317) – mgławica emisyjna i refleksyjna znajdująca się w gwiazdozbiorze Jednorożca. Odkrył ją William Herschel 4 marca 1785 roku, jego odkrycie zostało później skatalogowane jako NGC 2316. Bindon Stoney (asystent Williama Parsonsa) 20 lutego 1851 roku niezależnie zaobserwował północno-wschodnią część tej mgławicy, jego obserwacja została skatalogowana jako NGC 2317.
Mgławica ta powiązana jest z młodą (2-3 miliony lat) gromadą gwiazd, również nazywaną NGC 2316, która jest oddalona o ok. 3,6 tys. lat świetlnych od Słońca. Najjaśniejszą, północną część mgławicy stanowi obszar H II jonizowany przez gwiazdę typu widmowego B3.